# Adeloneivaia
Genre
Adeloneivaia est un genre de lépidoptères de la famille des Saturniidae et de la sous-famille des Ceratocampinae.

## Liste des espèces
- Adeloneivaia acuta
- Adeloneivaia apicalis
- Adeloneivaia boisduvalii
- Adeloneivaia boliviana
- Adeloneivaia bombacis
- Adeloneivaia boulleti
- Adeloneivaia brasiliensis
- Adeloneivaia carisma
- Adeloneivaia catharina
- Adeloneivaia catoxantha
- Adeloneivaia confusa
- Adeloneivaia curvilinea
- Adeloneivaia diluta
- Adeloneivaia fallax
- Adeloneivaia guianensis
- Adeloneivaia irrorata
- Adeloneivaia isara
- Adeloneivaia jason
- Adeloneivaia lacrimata
- Adeloneivaia marginata
- Adeloneivaia maroniana
- Adeloneivaia meridionalis
- Adeloneivaia minuta
- Adeloneivaia montezuma
- Adeloneivaia obscura
- Adeloneivaia pacifica
- Adeloneivaia packardi
- Adeloneivaia parallela
- Adeloneivaia pelias
- Adeloneivaia sabulosa
- Adeloneivaia schubarti
- Adeloneivaia subangulata
- Adeloneivaia yucatana

## Publication originale
- Travassos, 1940 : Contribuição ao conhecimento dos Adelocephalidae (Lep.). Revista de Entomologia Rio de Janeiro, vol. 11, p. 682-690.